# Demografia das Maldivas

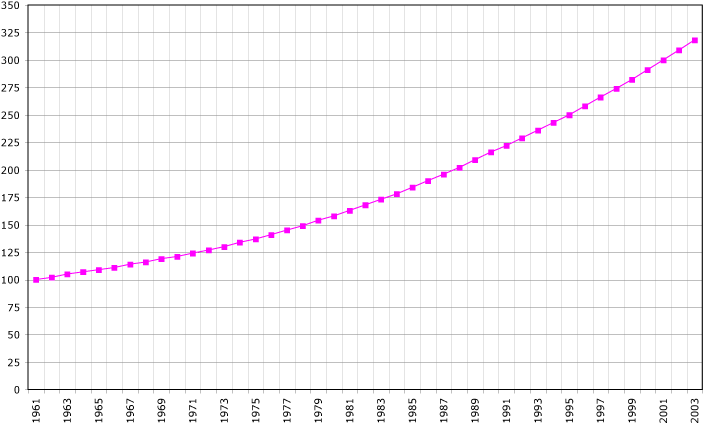
Demografia das Maldivas, com a estimação da população em milhares.

Este artigo representa a demografia das Maldivas, incluindo densidade populacional, etnia, nível de educação, status econômico, filiações religiosas e outros aspectos da população.
Maldivas compreende cerca de 1900 ilhas no Oceano Índico. O primeiro povo a colonizar as ilhas foram provavelmente os dravidianos, a partir da costa da Índia e do Sri Lanka. Segundo relatos, os budistas das Maldivas foram convertidos para sunitas islãs na metade do século XII. O islamismo é atualmente a religião oficial de toda a população.

## Estatísticas do CIA World Factbook

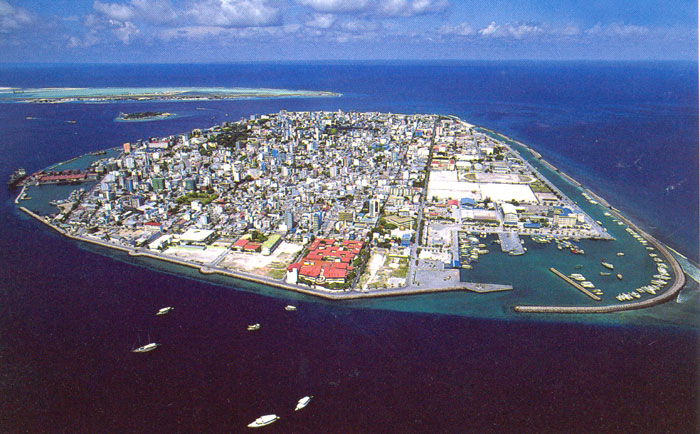
Vista de Malé, uma das ilhas das Maldivas.

As estatísticas apresentadas abaixo estão de acordo com o CIA World Factbook.

### População
- 390.031 (estimativa em julho de 2007)

### Estrutura etária
- 0-14 anos: 42.9% (masculino: 81.383 / feminino: 76.984)
- 15-64 anos: 54% (masculino: 101.699 / feminino: 97.518)
- 65 anos ou mais: 3.1% (masculino: 5.619 / feminino: 5.828) (est. de 2007)

### Taxa de crescimento populacional
- 1.79% (est. de 2006)

### Taxa de natalidade
- 34.2 nascimentos/1000 pessoas (est. de 2007)

### Taxa de mortalidade
- 6.88 mortes/1000 pessoas (est. de 2007)

### Taxa de mortalidade infantil
- 53.25 mortes/1000 crianças (est. de 2007)

### Expectativa de vida
- População total: 64.76 anos
- Masculino: 63.41 anos
- Feminino: 66.19 anos (est. de 2007)

### Taxa de fecundidade
- 4.78 crianças por mulher.

### Nacionalidade
- Nome: Maldivo (a)
- Adjetivo: Maldivo

### Grupos étnicos
O maior grupo étnico é o Dhivehi. Eles são principalmente um povo indo-áricos, com relação estreita a cingalesa, mas também há vestígios do sul da Índia, e de gêneros malaios, árabes e africanos na população.
Há também uma pequena população conhecida como Giraavaru, que já foi quase totalmente absorvido pela sociedade maldiva.

### Religiões
O islão é a principal e religião dominante nas Maldivas, embora existam pequenos números de outras, especialmente budistas do Sri Lanka e hindus da Índia.

## Língua
A língua divehi é a oficial nas Maldivas, com breve relação com a singalesa, e as escritas em um script árabe, a Tāna. A língua inglesa é a segunda mais falada no país.

## Alfabetização
- Definição: quem tem mais de 15 anos de idade e sabe ler e escrever.
- População total alfabetizada: 96.3%
- Masculina: 96.2%
- Feminina: 96.4% (censo de 2000)